# Alburnus thessalicus
Alburnus thessalicus är en fiskart som först beskrevs av Stephanidis, 1950.  Alburnus thessalicus ingår i släktet Alburnus och familjen karpfiskar. IUCN kategoriserar arten globalt som livskraftig. Inga underarter finns listade i Catalogue of Life.